# Castillo de Cornago

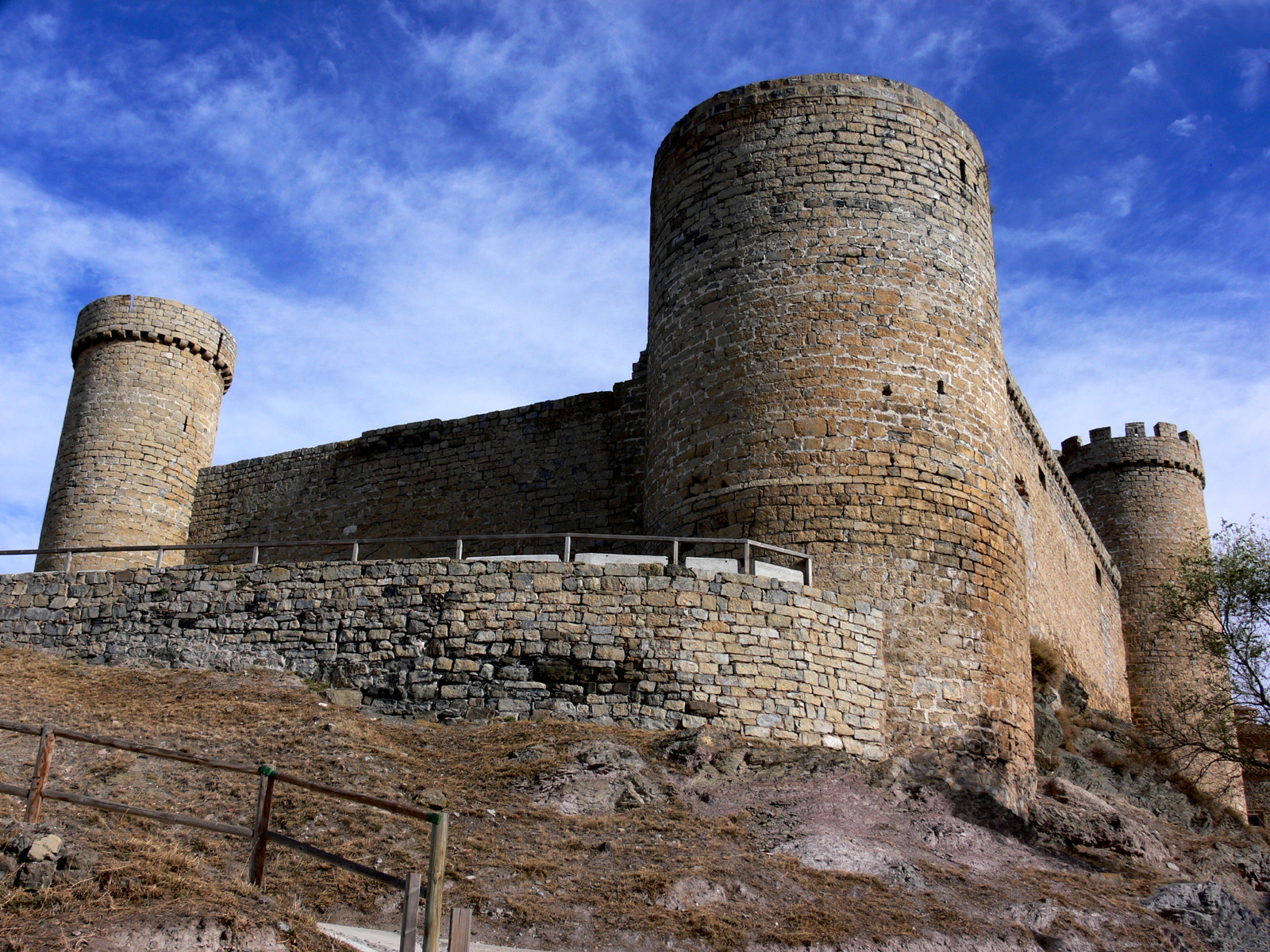
Castillo de Cornago

Castillo de Cornago ist eine spanische Festungsanlage in der Gemeinde Cornago in der Autonomen Gemeinschaft La Rioja im Norden von Spanien.

## Geschichte
Die Festung wurde Anfang des 14. Jahrhunderts auf einem rund 750 Meter hohen Hügel am Nordrand der heutigen Stadt Cornago im Tal der Sierra de Alcarama unter Beteiligung von  Álvaro de Luna, Großmeister des Santiagoordens errichtet.

## Beschreibung
Die rechteckige Festung mit vier Türmen an jeder Ecke wurde mit Quaderkalksteinen gebaut. Drei der vier Türme sind rund und in verschiedenen Höhen und Durchmesser ausgeführt, der nordöstliche Turm ist quadratisch und ebenfalls mit Schießscharten und Zinnen versehen. Zwischen den Türmen bestehen direkte Verbindungsgänge und Zugänge zu den Munitionsbunkern und Mannschaftsräumen.  Des Weiteren gab es unterirdische Gänge, die eine Verbindung mit verschiedenen Punkten der Siedlung ermöglichten. 
Das Hauptzugangstor zur Festung liegt auf der Süd-Ostseite, in der Nähe zur heutigen Pfarrkirche. Castillo de Cornago war bei den Kriegen im Mittelalter eine wichtige Schutzburg der Bevölkerung, die rund um den Burghügel lebten.  
Bei den Renovierungsarbeiten im Innenhof wurde eine etwa sieben Meter kreisförmige in Stein eingefasste Öffnung im Burghof entdeckt, die wahrscheinlich zu seiner Zeit als Feuerstelle oder als Silo genutzt wurde. Außerdem wurden ein Brunnen und eine Zisterne im Boden des Hofes freigelegt. 

## Denkmalschutz
Im April 1949 wurde das Castillo in der Liste Bien de Interés Cultural, Patrimonio Histórico de España aufgenommen und steht seit dem unter Denkmalschutz. 